# Westerstede
Westerstede is een stad in de Duitse deelstaat Nedersaksen en de Kreisstadt van de Landkreis Ammerland. De stad telt 23.232 inwoners. Westerstede ligt aan de snelweg A 28, op ongeveer 20 kilometer ten noordwesten van de stad Oldenburg en op ongeveer 30 kilometer ten oosten van de stad Leer.
Van de bevolking, die volgens de gemeentelijke website 23.278 personen omvatte per 31 december 2019, was ruim 54% evangelisch-luthers, 8% rooms-katholiek, ½ % evangelisch-gereformeerd en ruim 37% aanhanger van een andere geloofsgemeenschap dan wel atheïst.

## Bestuurlijke indeling
Het grondgebied van Westerstede omvat naast het stadje van die naam de volgende 24 Ortsteile:
- Burgforde, Eggeloge, Felde;
- Fikensolt, Garnholt, Gießelhorst (ca. 500);
- Halsbek (ca. 900) en Halstrup (dat in feite een westelijke wijk van Westerstede-stad is);
- Hollriede, Hollwege (ruim 500), Hüllstede (bijna 500);
- Ihausen (bijna 500), Ihorst, Karlshof;
- Linswege, Mansie/Lindern, Moorburg (ca. 500);
- Neuengland, Ocholt (incl. Howiek en Ocholterfeld ca. 2.800), Petersfeld;
- Tarbarg, Torsholt (ca. 700);
- Westerloy (ruim 650) en Westerstederfeld.

Tussen haakjes het aantal inwoners, gebaseerd op gegevens uit de website van de gemeente, mits dat circa 500 of meer bedraagt; peildatum doorgaans: 31 december 2003. Nadien is het aantal inwoners, uitgesplitst per Ortsteil, niet meer overal bijgehouden.

## Infrastructuur, verkeer
Over het grondgebied van de gemeente loopt de snelweg A 28, waarmee Westerstede op drie plaatsen een aansluiting middels een op- en afrit heeft. Gepland is een aansluiting op de A20. Deze voorheen als A 22 in de wegenplannen aangemerkte autosnelweg zal oostelijk van Westerstede in de vorm van een Autobahndreieck aftakken, naar het noordoosten leidend de A29 kruisen bij de huidige afrit 10 Jaderberg en dan verder lopen naar Drochtersen.
In de plaats Ocholt ten zuiden van Westerstede bevindt zich het station Westerstede-Ocholt aan de spoorlijn Oldenburg - Leer, die wordt geëxploiteerd door de Deutsche Bahn. Hier takken ook twee lijnen af van de regionale maatschappij Emsländische Eisenbahn naar Sedelsberg in Saterland en een niet meer gebruikte lijn naar het centrum van de gemeente, waar deze eindigt bij een gesloten station, dat een restaurant huisvest. Op dit spoorlijntje kunnen toeristen ritten maken in een draisine.
Als aanvulling op de (beperkt rijdende) lijnbussen naar o.a. station Ocholt en naar Oldenburg rijdt er in de gemeente een buurtbusdienst  van de Verein BürgerBus Westerstede e. V., die de stad van maandag t/m vrijdag 7 × per dag met de Ortsteile Hollwege, Moorburg, Hollriede, Neuengland, Halsbek en Eggeloge verbindt. Op zon- en feestdagen wordt  7 x per dag gereden naar station Westerstede-Ocholt alsmede naar de Ortsteile Fikensolt, Mansie, Lindern en Ocholt. De buurtbussen rijden niet op zaterdagen.
De stad heeft een klein vliegveld met de naam Westerstede-Felde. Dit ligt hemelsbreed ongeveer 3½ km ten noorden van het centrum van Westerstede. Het veld heeft ICAO-code EDWX. Het beschikt over één met asfalt verharde start- en landingsbaan van 570 m × 15 m. Het veld wordt gebruikt voor kleine zaken-, hobby- en sportvliegtuigjes, autogiro's en ULV's tot maximum 2 ton gewicht. Ook mogen er helikopters starten en landen.

## Economie
De uit Westerstede afkomstige boerenzoon Bruno Steinhoff richtte er in 1964 het  concern Steinhoff International Holdings op. Anno 2019 was dit statutair gevestigd in Zuid-Afrika (in dat land was ook het hoofdkantoor van de onderneming gevestigd) en aan de effectenbeurs genoteerd te Amsterdam. Het miljardenconcern, dat op het hoogtepunt van zijn bestaan, rond 2016, 1.200 ondernemingen met wereldwijd 120.000 medewerkers omvatte, hield zich o.a. bezig met de  productie van en de handel in meubels. Het concern was sedert 2015 in diverse schandalen en rechtszaken verwikkeld, en het voortbestaan ervan was vanaf 2021 al onzeker. Uiteindelijk heeft de onderneming,  en dus ook de beursnotering  ervan, in oktober 2023 opgehouden te bestaan. Het zeer grote meubelopslaggebouw van het concern te Westerstede werd eind 2023 verkocht aan een grote zuivelfabriek uit de regio.
Nog bestaande belangrijke ondernemingen in de gemeente zijn een glasfabriek (alleen het hoofdkantoor); een bedrijf, dat additieven  voor veevoer produceert en verhandelt; een regionaal opererende verzekeringsmaatschappij en, te Ocholt, een filiaal van een groot concern, dat wereldwijd deurdrangers, deurscharnieren en automatisch openende en sluitende voertuigdeuren maakt en verhandelt.
Belangrijk in de gemeente is de tuinbouw, met name het boomkwekerijbedrijf. Vele van deze bedrijven beschikken over daarvoor zeer geschikte enigszins zure dalgronden. Verscheidene kwekerijen hebben zich gespecialiseerd in de teelt van rododendrons en azalea's, waarom het gehele Ammerland in geheel Duitsland befaamd is. Veel boomkwekerijen bevinden zich in de Ortsteile Felde, Gießelhorst, Hüllstede en Westerstederfeld.
Ook het toerisme is belangrijk in de gemeente Westerstede. Samen met de boven vermelde boomkwekerijen wordt door de gemeente regelmatig een aantal evenementen georganiseerd, die met rododendrons samenhangen ( zie hierna). Ook bestaan enkele van de nieuwere stadswijken van Westerstede grotendeels uit vakantiewoningen.
De dienstensector omvat de Kreisverwaltung, het districtsbestuur, gevestigd in een modern kantoorpand aan de oostkant van de stad, een groot belastingkantoor daar naast, aan de westkant van het centrum een ziekenhuis (Ammerland-Klinik; 343 bedden, circa 1.200 medewerkers), en enige kleinere instellingen op het gebied van de gezondheidszorg.

## Bezienswaardigheden, cultuur, toerisme

### Monumenten
- Sint-Petruskerk

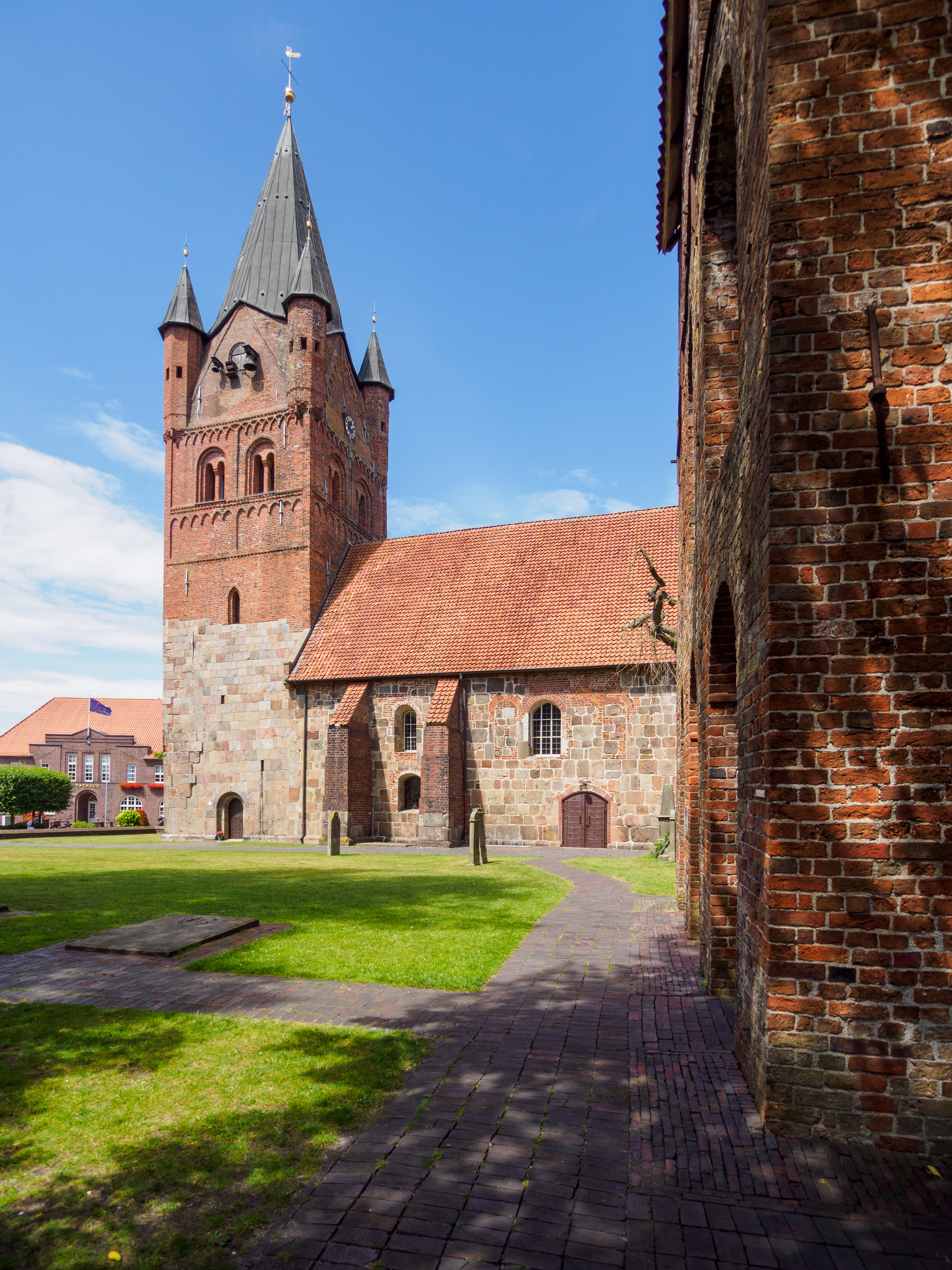
Stadhuis, Sint-Pieterskerk en klokkentoren

- Enige aardige vakwerkhuizen en -boerderijen in Hüllstede, aan de oostrand van de stad
- De Howieker Watermolen bij Ocholt
- De in 1882 gebouwde, recent gerestaureerde, windmolen van Torsholt.
- Plantsoen op de locatie van de voormalige Wittenheimer Burgplatz met klein beeldenpark

### Natuurschoon en overige bezienswaardigheden
- Ten noordoosten van Westerstede, voorbij het dorpje Linswege, bevindt zich het 65 ha grote rhododendronpark Linswege-Petersfeld, dat tijdens de bloeiperiode in mei/ juni dagelijks voor toeristen geopend is. Het park wordt op o.a. verkeersborden ook wel Rhodo-Park Hobbie genoemd, naar de exploitant. In het park bevindt zich een beeldentuin.
- In 1619 gebouwde vakwerkboerderij „De Krömeree“, het oudste huis van de gemeente, in gebruik als restaurant
- Hoogveenreservaten, o.a. het Hollwegerfelder Moor, en het Lengener Moor bij Ihausen, met beperkte bezoekmogelijkheden
- Door het rond 1840 door ruilverkavelingen ontstane gehucht Westerstederfeld loopt een 4 km lange lindenlaan, die deel uitmaakt van enige populaire wandel- en fietsroutes.
- Op het adres Kuhlenstraße 17, Westerstede, is een klein speelgoedmuseum gevestigd.

### Evenementen, activiteiten

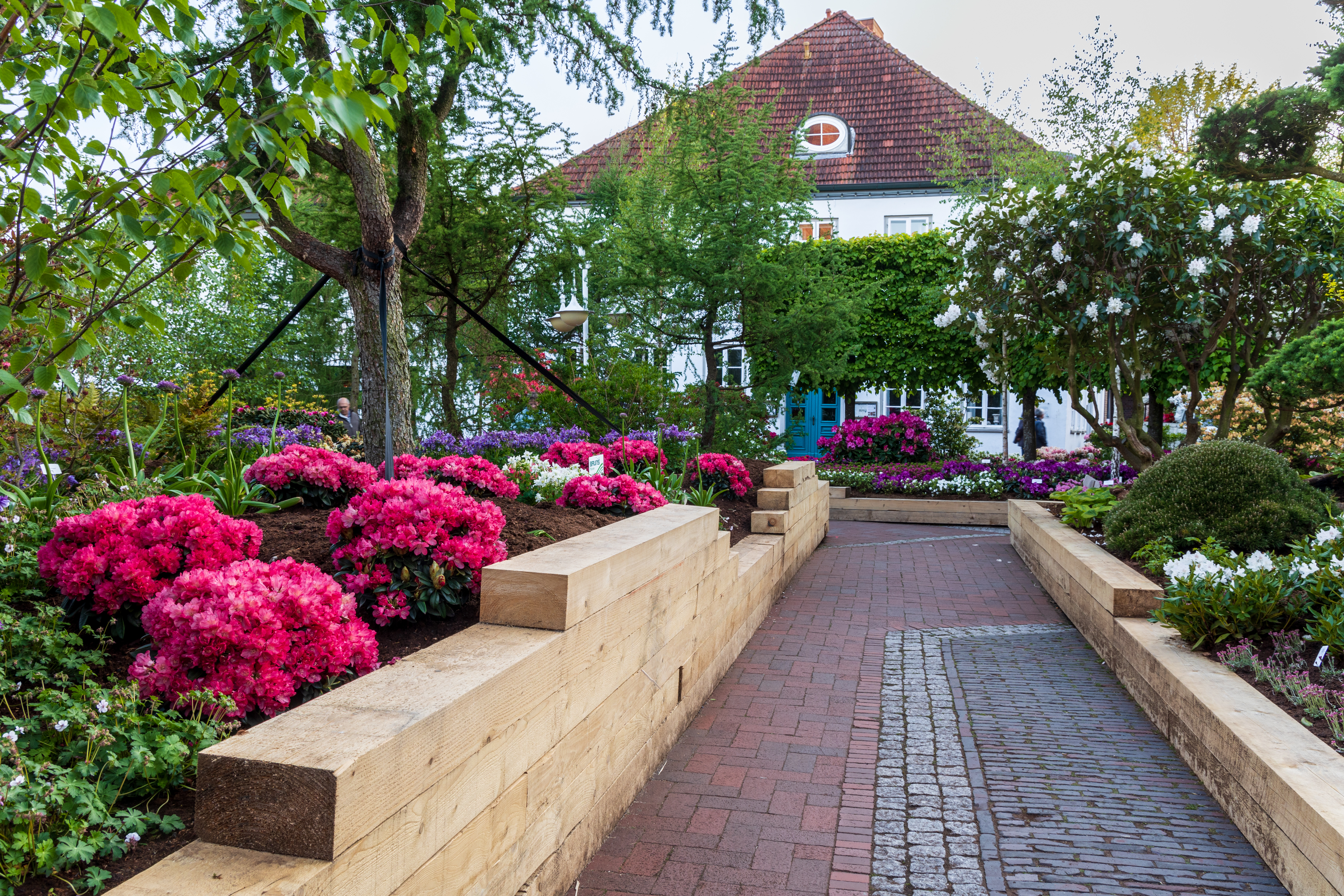
Rhodo 2023

- In principe om de vier jaar vindt in Westerstede de "Rhodo" (Rhododendronfeest) plaats. Dit is het grootste Rhododendronevenement van Europa. Het evenement is o.a. in 2023 en in 2018[4] georganiseerd.
- Van station Ocholt naar het voormalige spoorwegstation van Westerstede zelf, dat een restaurant huisvest, loopt een voormalige spoorlijn. Op dit lijntje kunnen toeristen tussen april en de herfstvakantie van de scholen ritten maken in een draisine.
- De gemeente, die een afwisselend landschap met fraaie tuinen en bossen kent,  ligt aan diverse langeafstandsfiets- en wandelroutes. Ook kortere wandelingen en fietstochten zijn mogelijk, er zijn diverse routes uitgezet.

## Geschiedenis
Blijkens archeologische vondsten ter plaatse, waaronder een vuistbijl, was de locatie, waar Westerstede thans ligt, reeds in de Midden-Steentijd door mensen bewoond.
In het Lengener Moor bij Neuengland is in 1941 een veenlijk ontdekt. Het lijk van een naakte man is, blijkens pollenanalyse, in de 3e eeuw van de jaartelling in het veen achtergelaten. De stoffelijke resten worden bewaard in het Staatliche Museum für Naturkunde und Vorgeschichte in Oldenburg.
De nederzetting Westerstede is schriftelijk voor de eerste maal vermeld in 1123. Het behoorde tot de talrijke, bij enkele meters boven het veen uitrijzende zand- en kleiruggen ontstane esdorpen van het Ammerland, waar wellicht reeds minder dan een eeuw na de tijd van Karel de Grote de eerste bewoners boerderijen begonnen.  Een rijk, adellijk geslacht Von Fikensolte (dat in de 17e eeuw uitstierf), bezat een kasteeltje op de kleine heuvel, waar het dorpje Fikensolt nog ligt. Deze familie zou in dat jaar grond hebben geschonken, waarop de Sint-Petruskerk te Westerstede is gebouwd. Het huidige Schloss Fikensolt dateert van rond 1750 en is een particulier bewoond landgoed. Het is niet te bezichtigen.  Een ander belangrijk adellijk geslacht uit het huidige dorpje Mansie heette Mansingen. Het was vooral in de 12e eeuw invloedrijk in de regio.
Over het dorp Linswege is bekend, dat het in de late middeleeuwen relatief welvarend was en om die reden in de 15e en 16e eeuw diverse malen door rondtrekkende legerbendes is geplunderd. Ook Westerstede zelf werd in  mei 1457 verwoest tijdens een gewelddadige aanval van Oostfriezen, die tevergeefs probeerden, het Ammerland op het Graafschap Oldenburg te veroveren. Moorburg dankt zijn naam aan een tegen militaire dreiging vanuit Oost-Friesland gericht verdedigingswerk, dat de lokale bevolking aanlegde ten tijde van de Dertigjarige Oorlog. Graaf Anton Günther  van Oldenburg slaagde erin, het Ammerland door verstandige politieke keuzes te maken, buiten de verwoestingen van deze oorlog te houden. Wel werd de bevolking van Westerstede in 1667 door een pestepidemie gedecimeerd.  Regeringsadministrator Peter I van Oldenburg verleende Westerstede in 1785 het marktrecht.
Westerstede zelf viel ten prooi aan een zeer grote brand in 1815. De plaats is pas op 28 mei 1977 tot stad verheven. Voor die tijd was het als hoofdplaats van de Landkreis Ammerland een van de weinige hoofdplaatsen zonder stadsrechten.

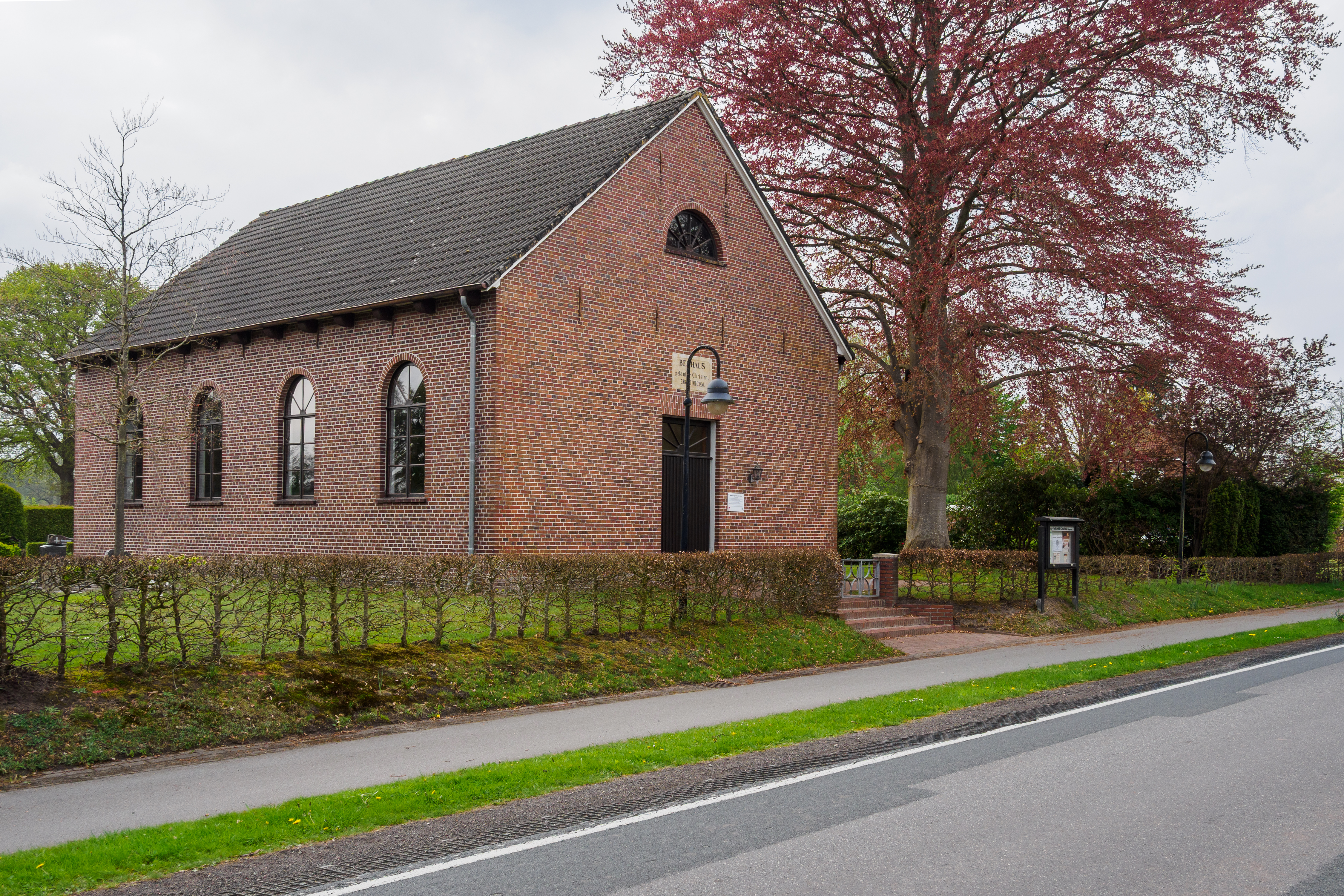
Bethaus in Felde.

In 1850 richtten de Baptisten in Felde een Bethaus (kerkje) in, met een begraafplaats daarachter. De in baptistische kringen tot buiten  Duitsland bekende lekenprediker Frerich Bohlken, die in het Groothertogdom Oldenburg ijverde voor invoering van het burgerlijk naast het kerkelijk huwelijk, ligt er begraven. Dit gebedshuisje is het oudste in zijn soort in continentaal Europa en staat onder monumentenzorg. Het gebouwtje wordt nog voor baptistische uitvaartdiensten gebruikt.
Tussen circa 1850 en  1933 ontstonden enige veenkolonies in het aan veen rijke gemeentegebied, waaronder Hollriede (ca. 1900; mede door krijgsgevangenen uit de Eerste Wereldoorlog ontgonnen) op de grens met Remels in Oost-Friesland; Ihausen (1913-1933); Ihorst (vanaf 1850); Karlshof en Tarbarg (in een gebied waar reeds in 1877 met industriële turfwinning was begonnen; de veenkoloniën werd na 1933 o.a. door Franse dwangarbeiders gesticht); Neuengland (19e eeuw). Ook in Westerstede vielen tijdens het nazi-regime tientallen Joden ten offer aan de jodenvervolging. De bekendste van hen, professor Karl Polak, week in 1933 uit naar de Sovjet-Unie.
Aan het einde van de Tweede Wereldoorlog, op 3 mei 1945, werd Westerstede, waar een groot lazaret van de Wehrmacht was gevestigd, zonder strijd aan de geallieerden overgegeven. In de jaren daarna steeg de bevolking van de plaats met liefst 50% doordat er vijfduizend Heimatvertriebene  werden ondergebracht en gehuisvest.
Westerstede hoorde tot 31 december 2004 tot de regio Weser-Ems, die als gevolg van een bestuurshervorming is opgeheven.

## Partnergemeente
Sinds januari 2004 heeft de gemeente een jumelage met Pleszew in Polen.

## Politiek

Vlag van de stad

### Zetelverdeling gemeenteraad[5]
| Partij                               | 2011 | 2016 | 2021 |
| ------------------------------------ | ---- | ---- | ---- |
| CDU                                  | 12   | 13   | 12   |
| SPD                                  | 9    | 8    | 5    |
| FDP                                  | 5    | 4    | 3    |
| Unabhängige Wählergemeinschaft (UWG) | 4    | 5    | 6    |
| Freie Wählergemeinschaft (FWG)       | -    | -    | 2    |
| Bündnis 90/Die Grünen                | 4    | 3    | 4    |
| Die Linke                            | -    | -    | 1    |
| Onafhankelijke kandidaten            | -    | 1    | 1    |

Totaal 34 gekozen raadsleden. De burgemeester bezet, ambtshalve, de 35e raadszetel.

## Sport
In de stad bevindt zich het Hössensportzentrum, een sporthal met o.a. een zwembad en een skate- en atletiekbaan ernaast. Bijzonder hieraan is, dat het sportcentrum mede is ingericht voor ouderen en rolstoelgebruikers, die aan sport willen doen of willen trainen.
Zeer populair in deze streek is het boßeln, een variant op het ook in o.a. Twente veel beoefende klootschieten.

## Geboren in Westerstede
- Eilhard Lubin eigenlijk: Eilhard of Eilert Lübben, ook Lubinus (* 24 maart 1565 in Westerstede; † 2 juni 1621 in Rostock), veelzijdig geleerde. Hij was een protestants theoloog, en daarnaast filosoof. Ook schreef hij een woordenboek voor de klassiek Griekse taal. Het bekendst werd hij echter als cartograaf van met name het Oostzeegebied. Enkele van zijn kaarten zijn door Jodocus Hondius bewerkt en vonden een plaats in de Mercator-atlassen.
- Frerich Bohlken (* 1 november 1812 in Halsbek, Amt Westerstede; † 23 april 1871 aldaar), baptistisch prediker
- Friedrich Tietjen  (* 15 oktober 1832 in Garnholt; † 21 juni 1895 in Berlijn), beroemd sterrenkundige, vanaf 1861 bij de sterrenwacht te Berlijn werkzaam. De in 1933 ontdekte planetoïde (2158) is naar hem genoemd.
- Karl Polak (* 12 december 1905 in Westerstede; † 27 oktober 1963 in Oost-Berlijn), Duits-joods jurist, na de Tweede Wereldoorlog belangrijk DDR-politicus, schreef mede de grondwet van dat land. De villa, die Polak in 1933 te Westerstede moest achterlaten, is thans de stedelijke bibliotheek.

### Overigen
- Bruno Steinhoff, geboren in 1937 te Herzebrock, grootondernemer (anno 2021 weer woonachtig in Westerstede)

## Afbeeldingen

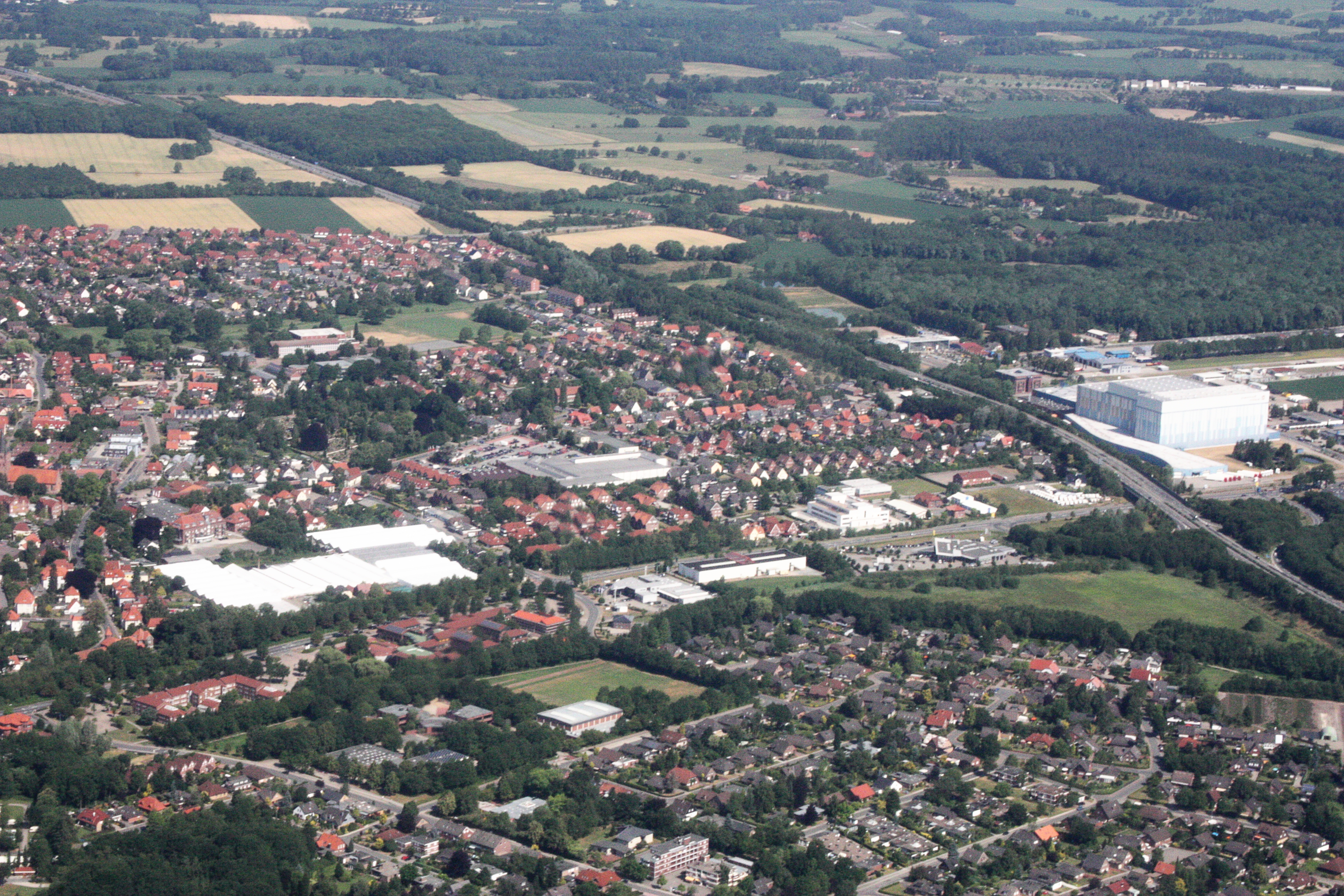
Luchtfoto van Westerstede
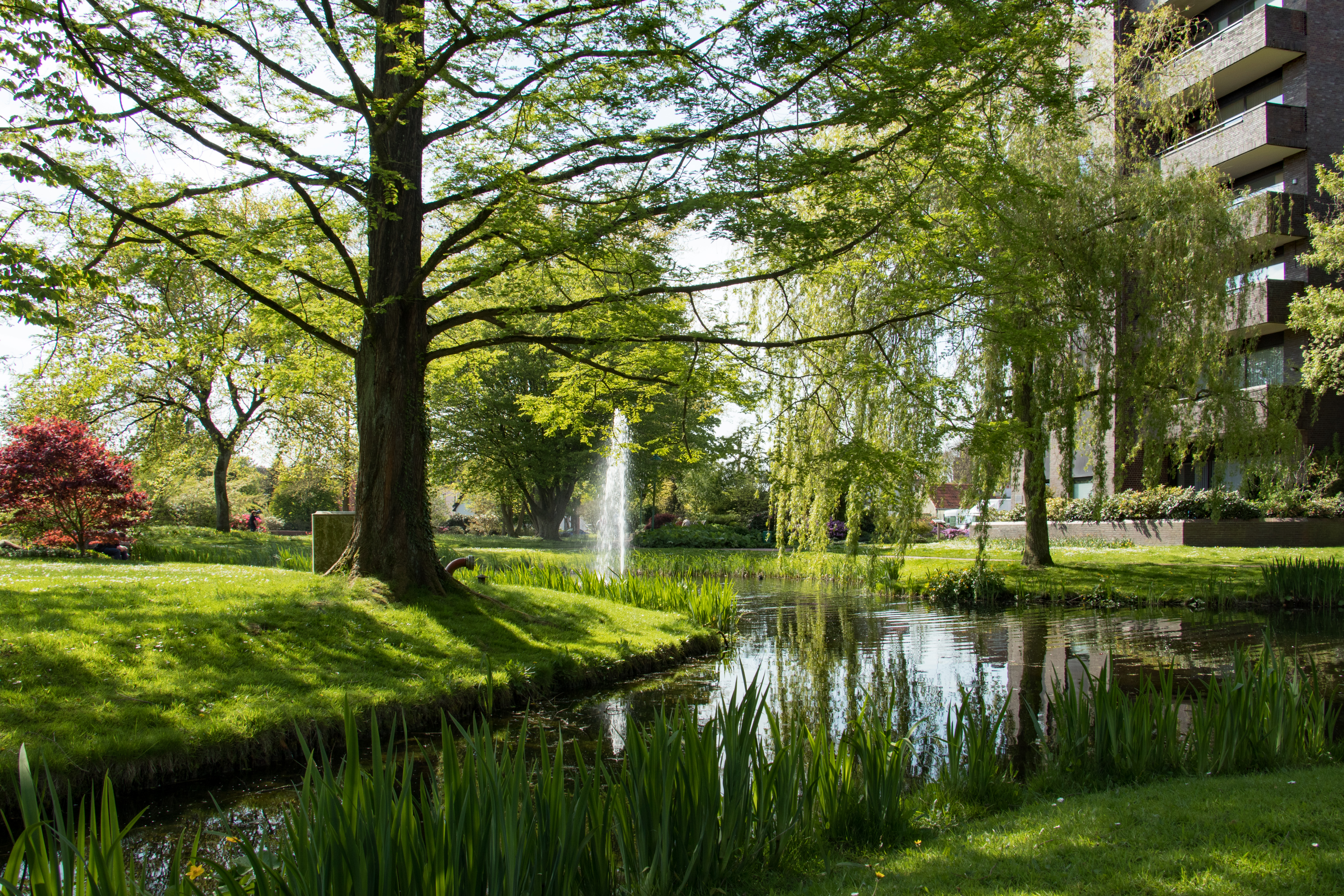
Stadspark Westerstede
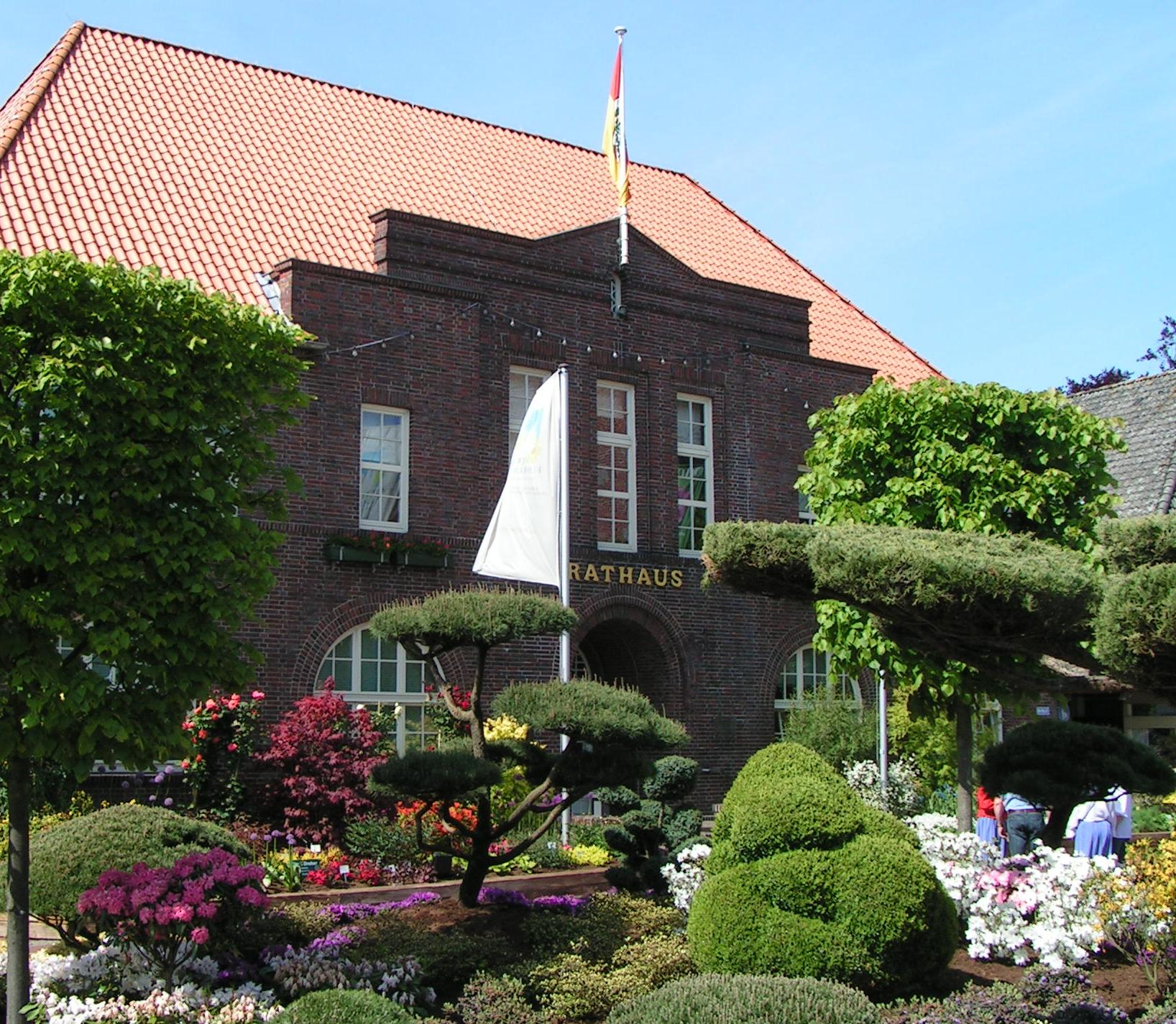
Gemeentehuis Westerstede tijdens de Rhodo
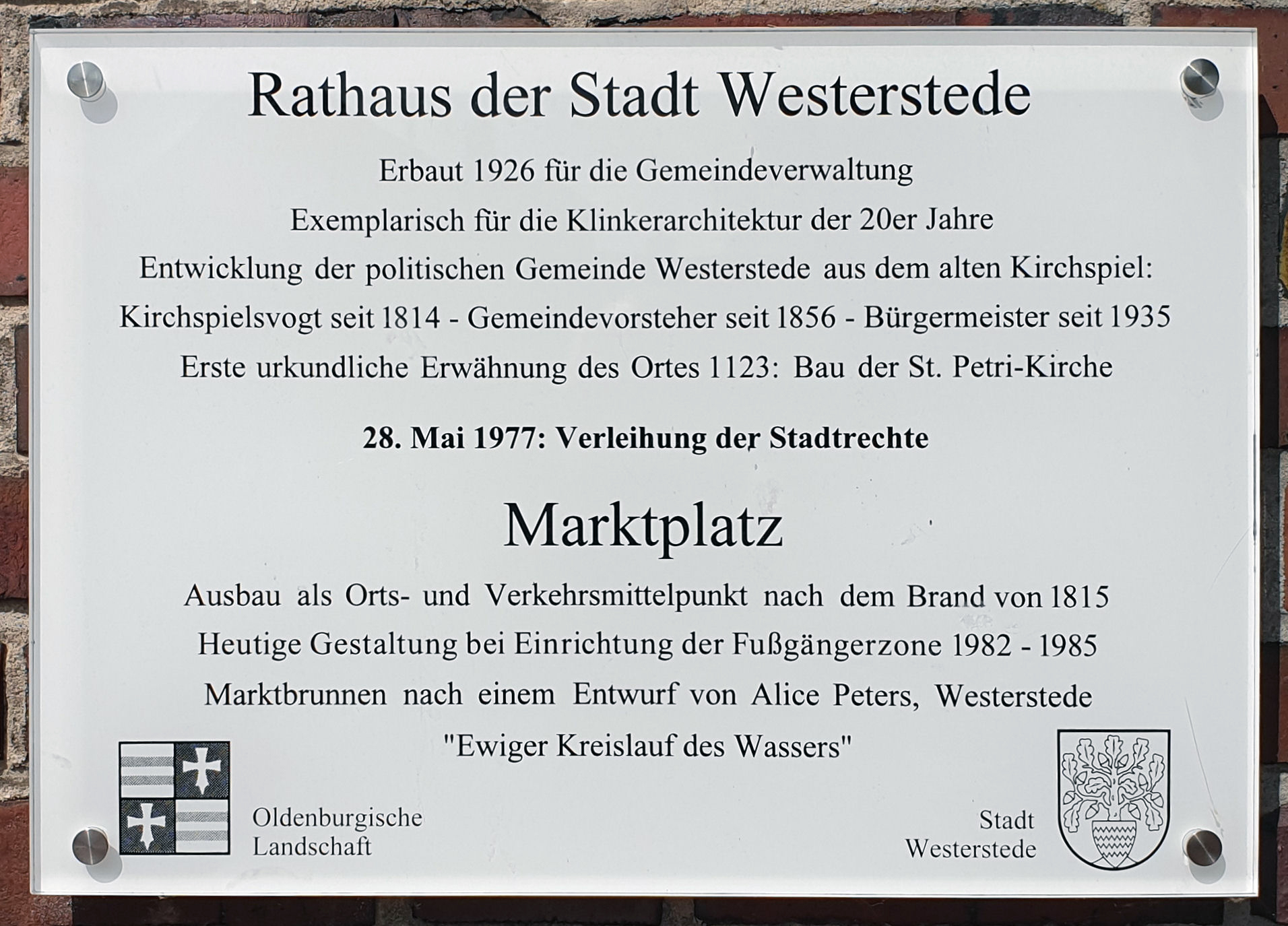
Gedenkplaquette voor het gemeentehuis van Westerstede
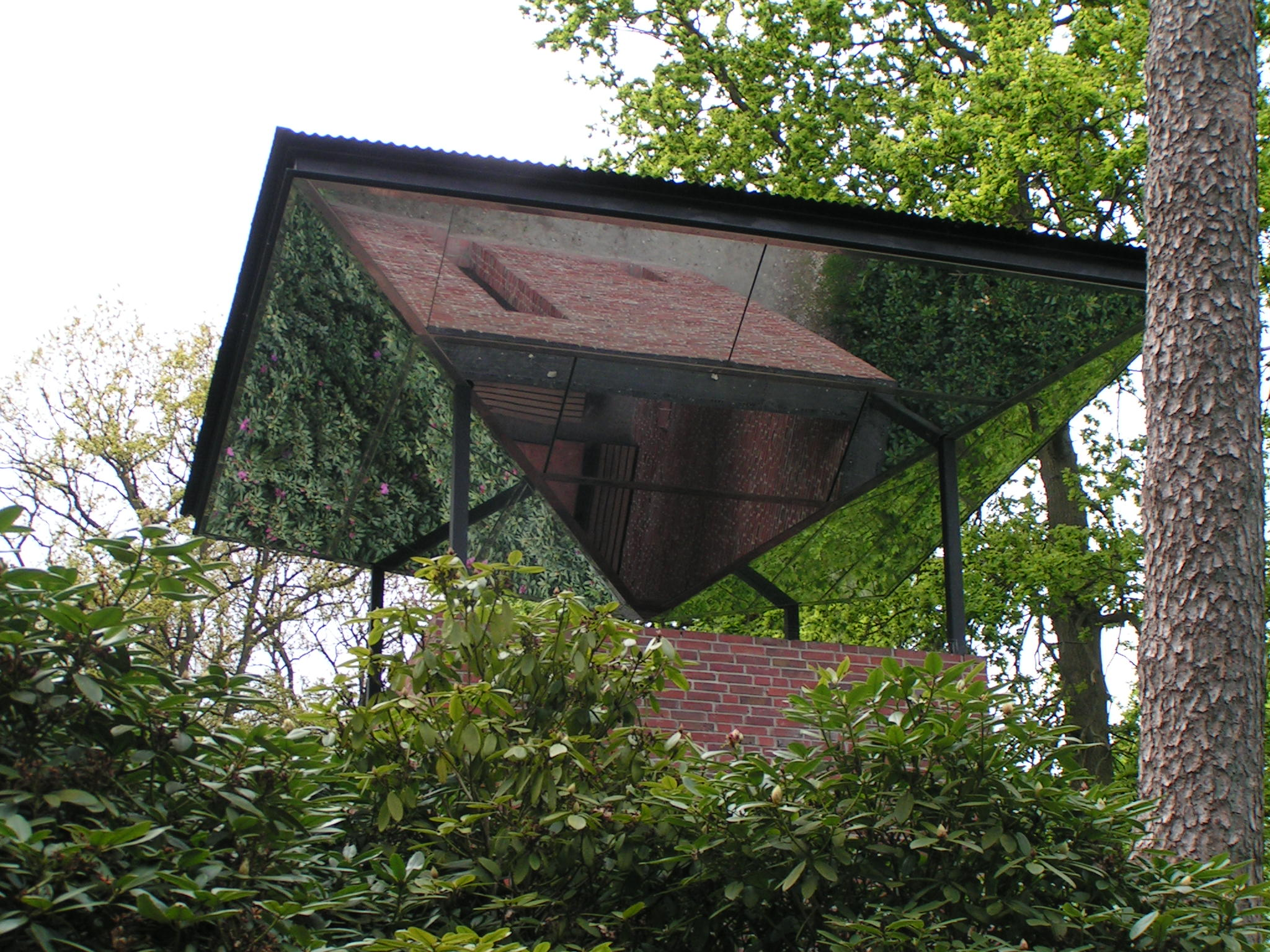
Uitzichttoren (een van de zgn. Landschaftsfenster van het Ammerland) „Rhododendron“
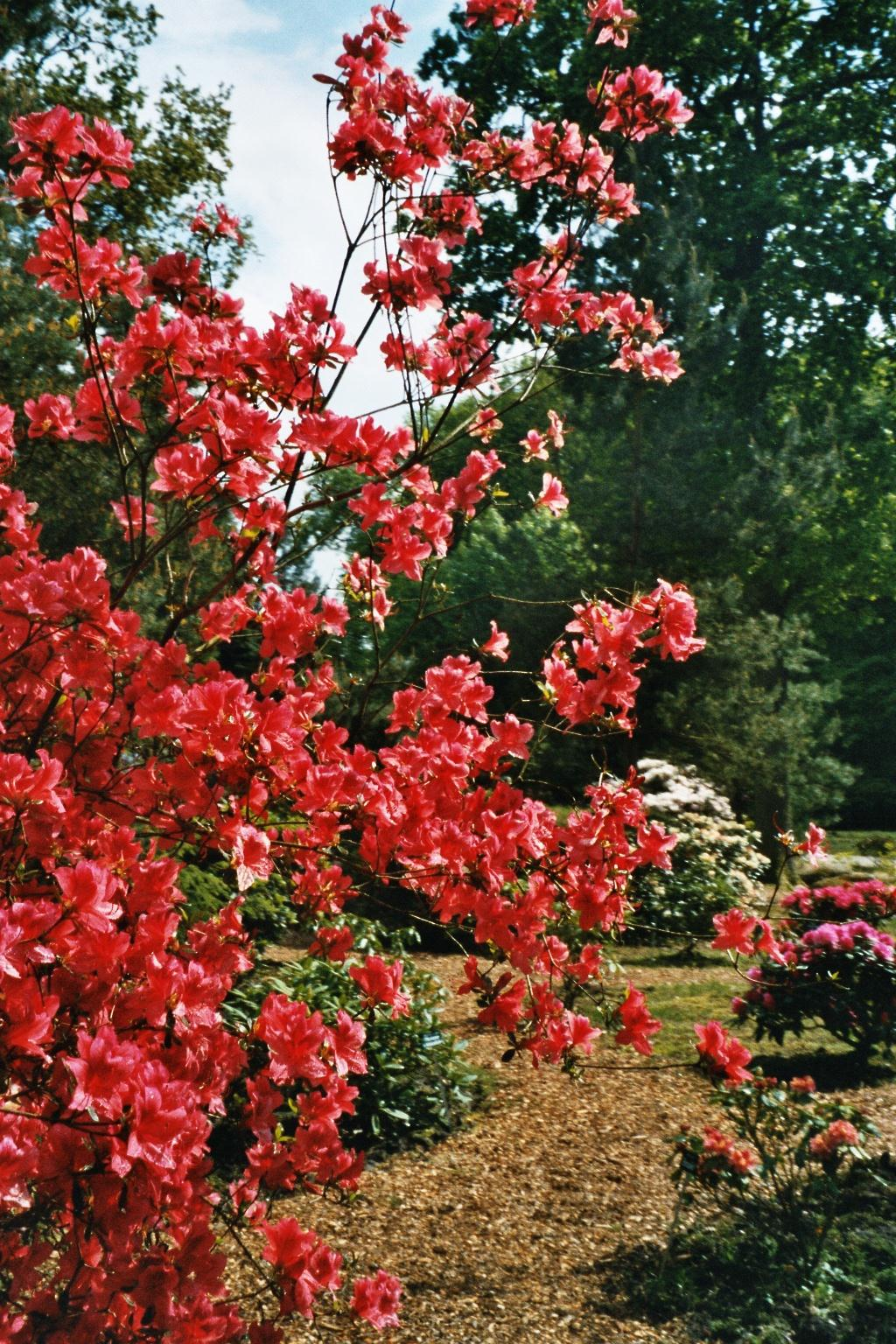
Rododendronpark te Linswege
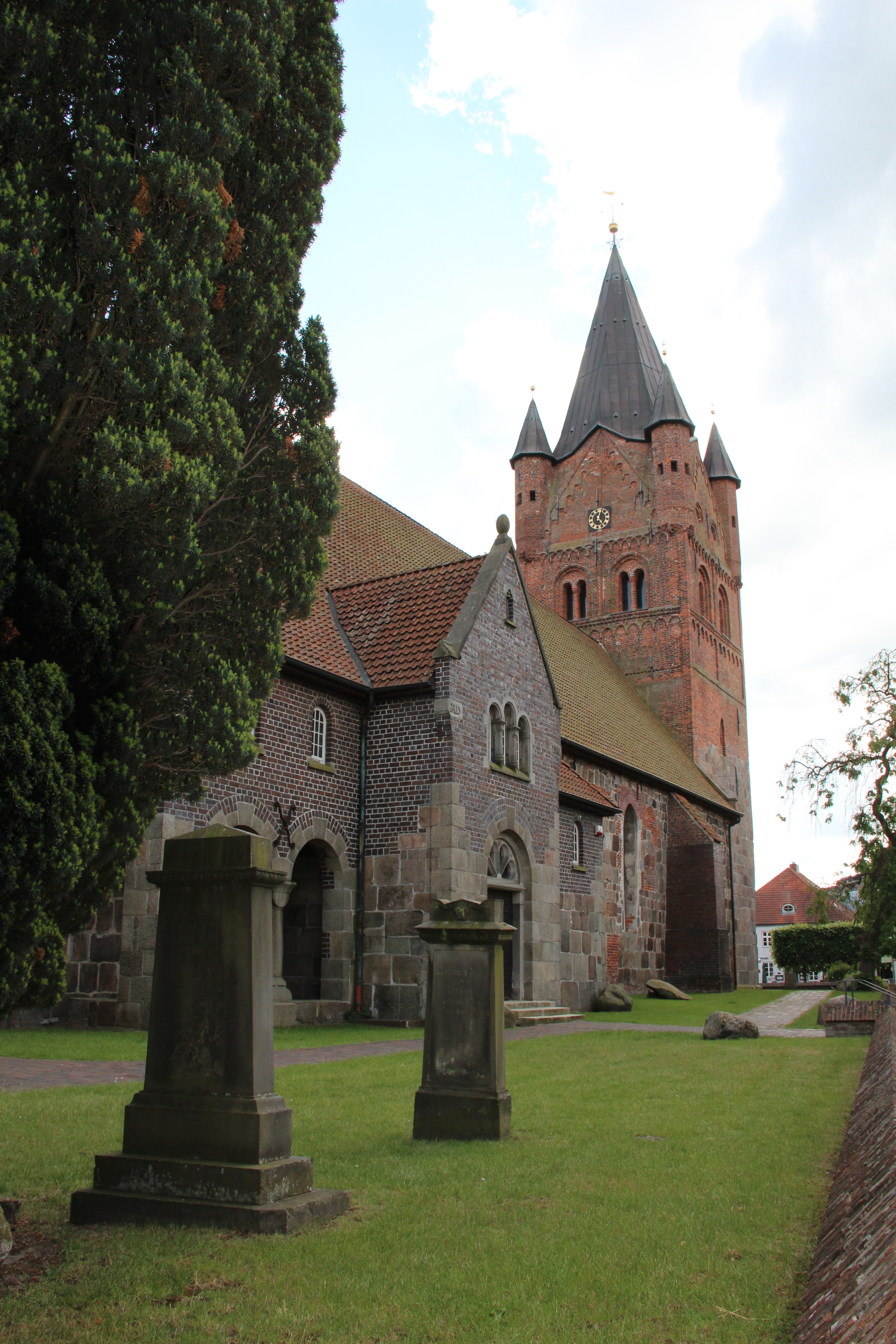
St. Pieterskerk ( Petri-Kirche)
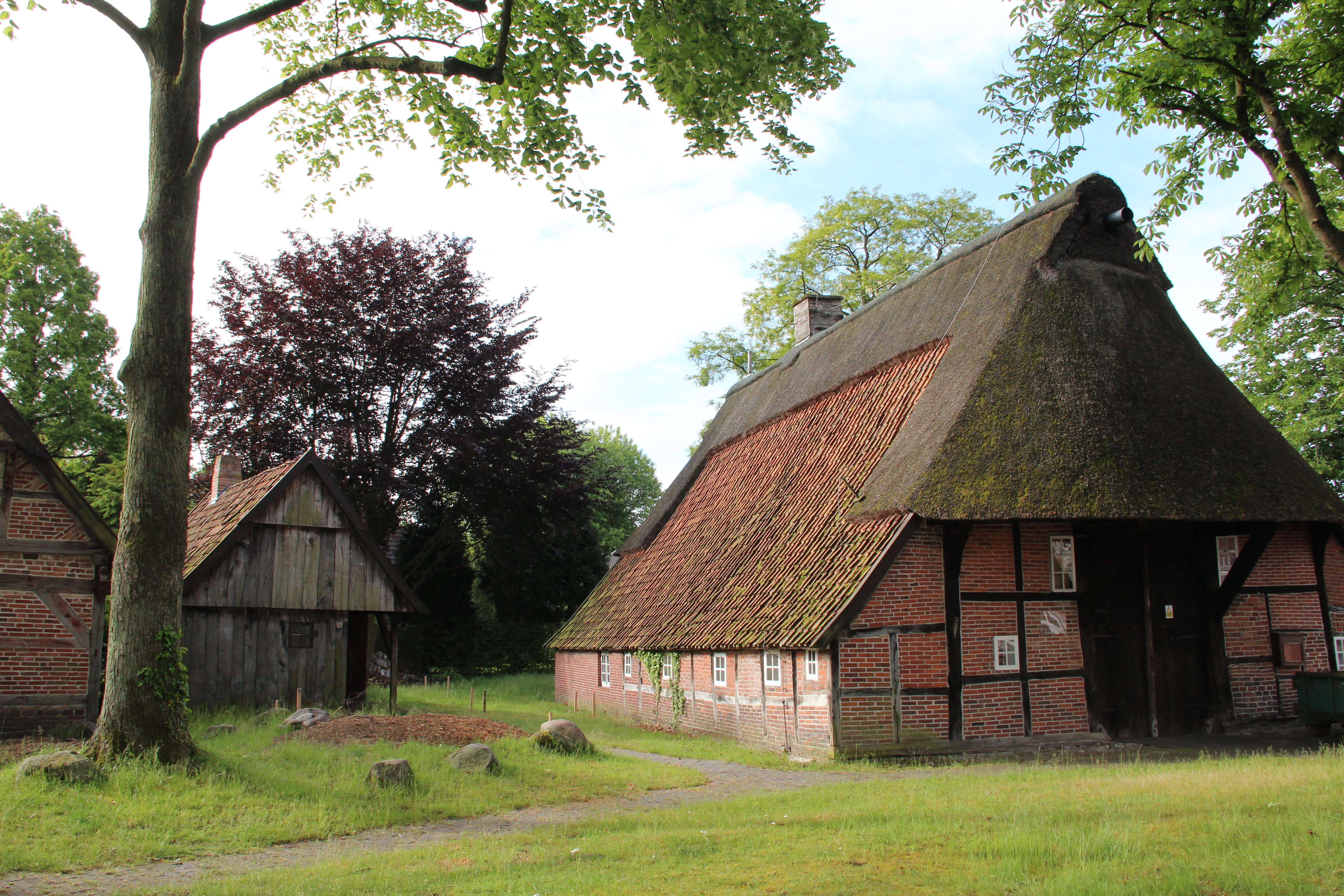
„De Krömeree“
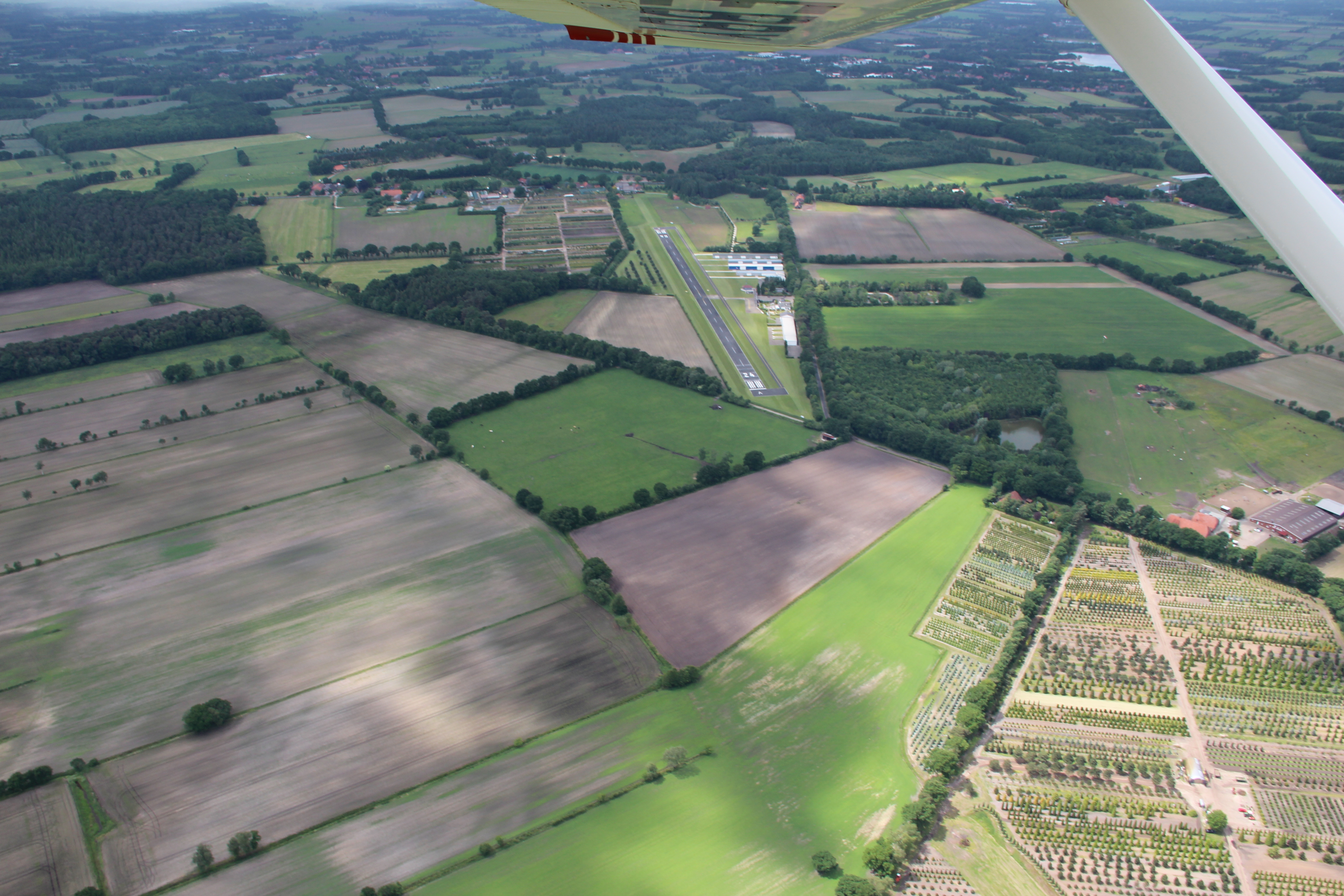
Vliegveld Westerstede-Felde
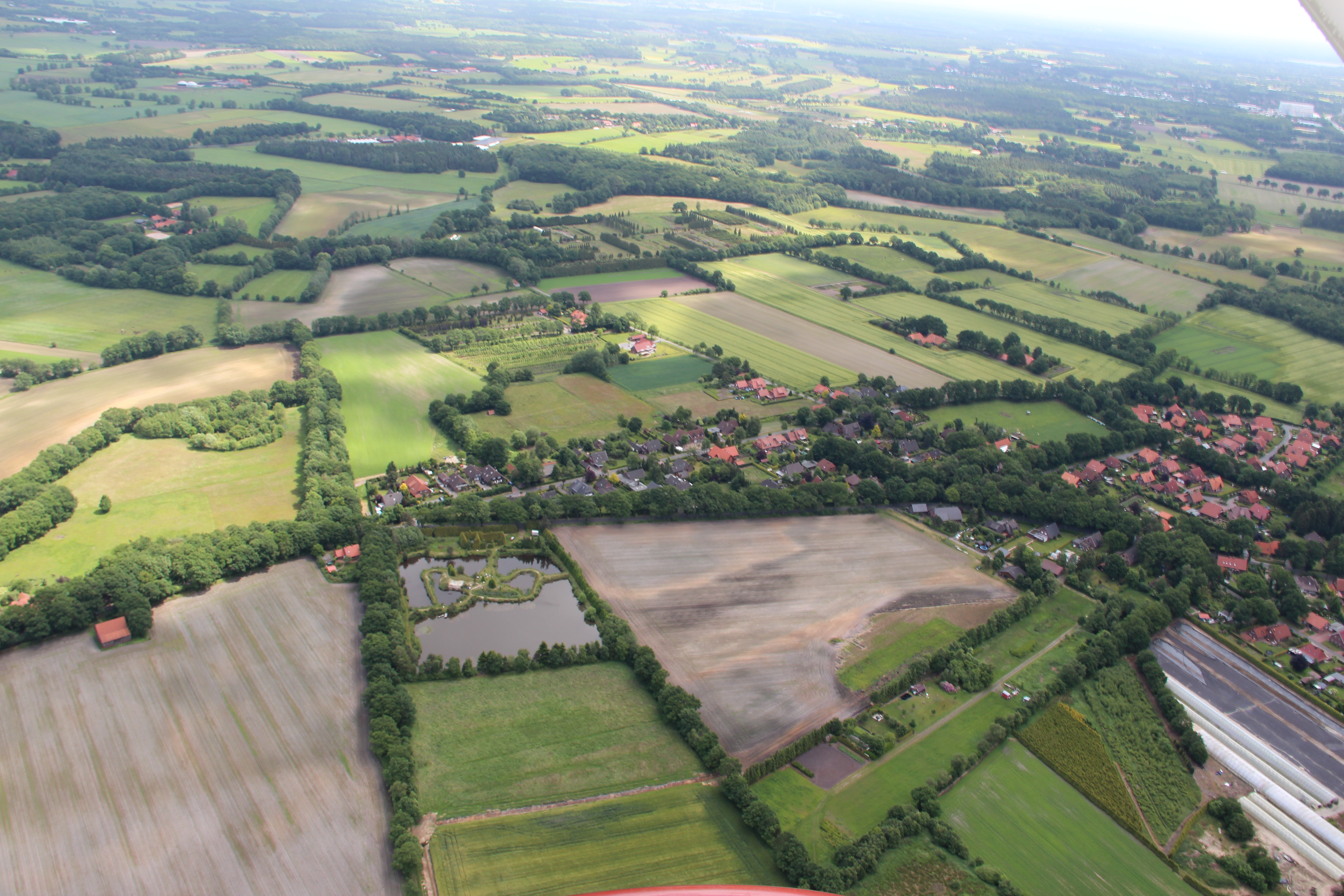
Luchtfoto Ortsteil Moorburg
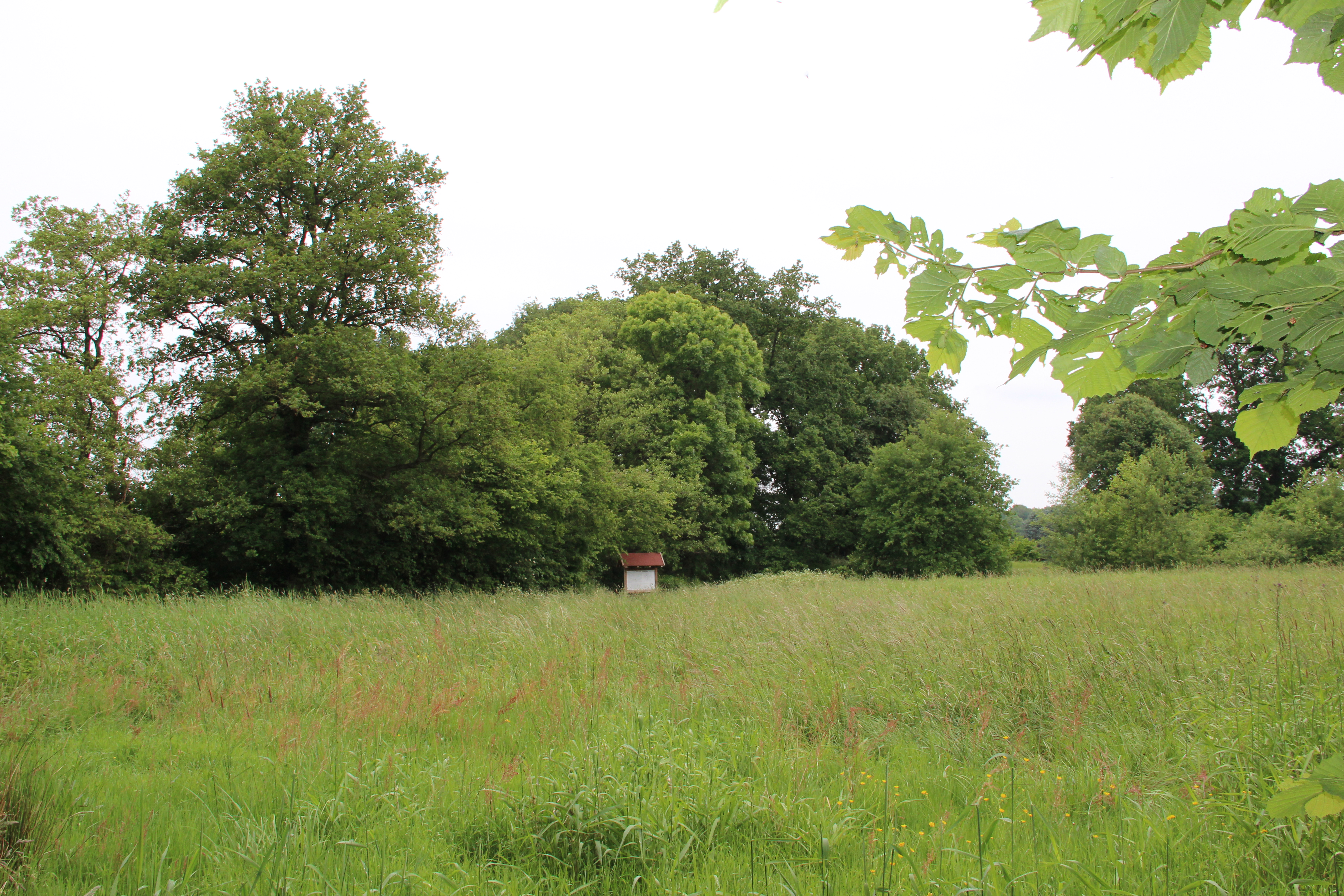
Burgplatz Mansingen
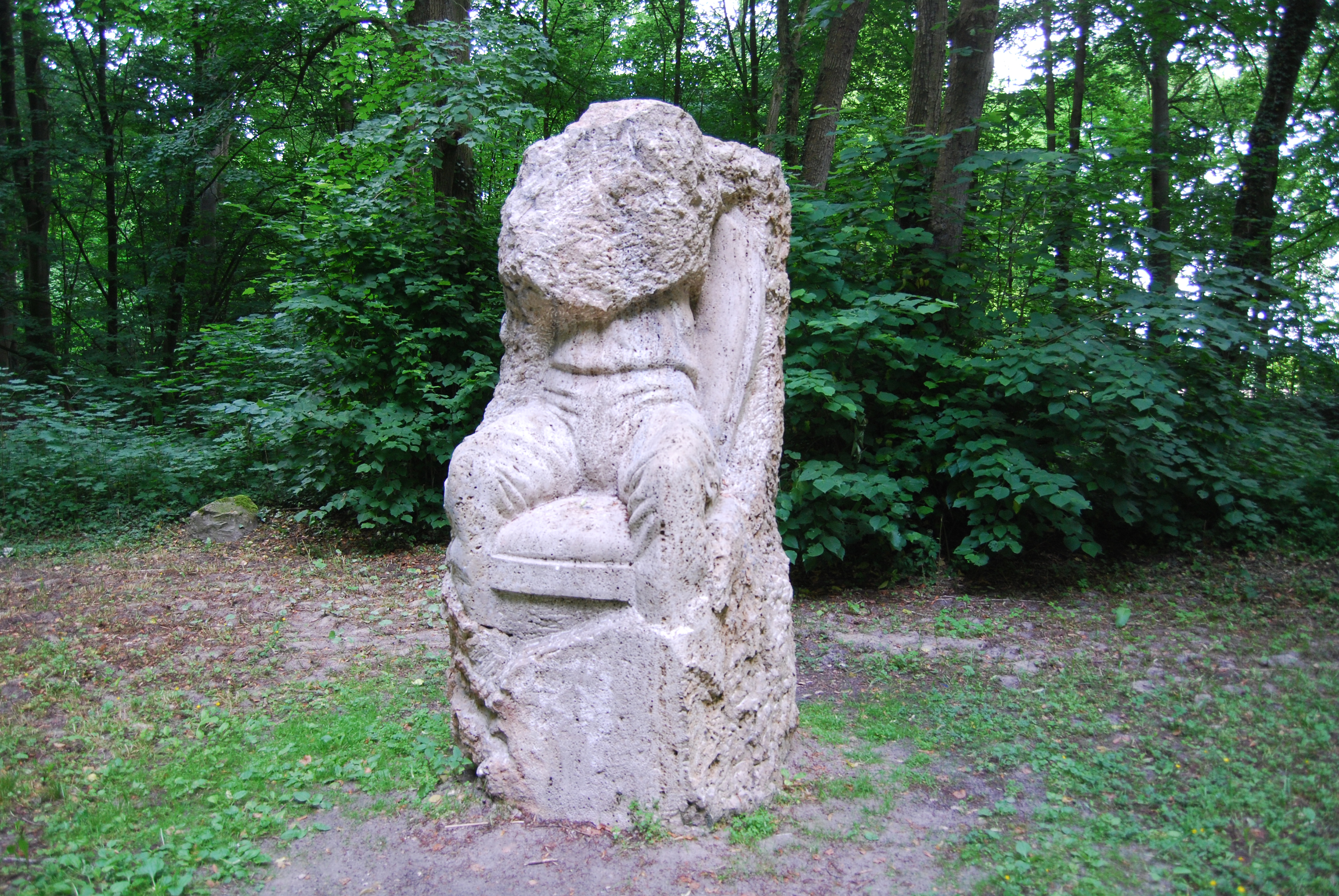
Sculptuur Herrensitz van Norbert Marten op de Wittenheimer Burgplatz te Westerstede
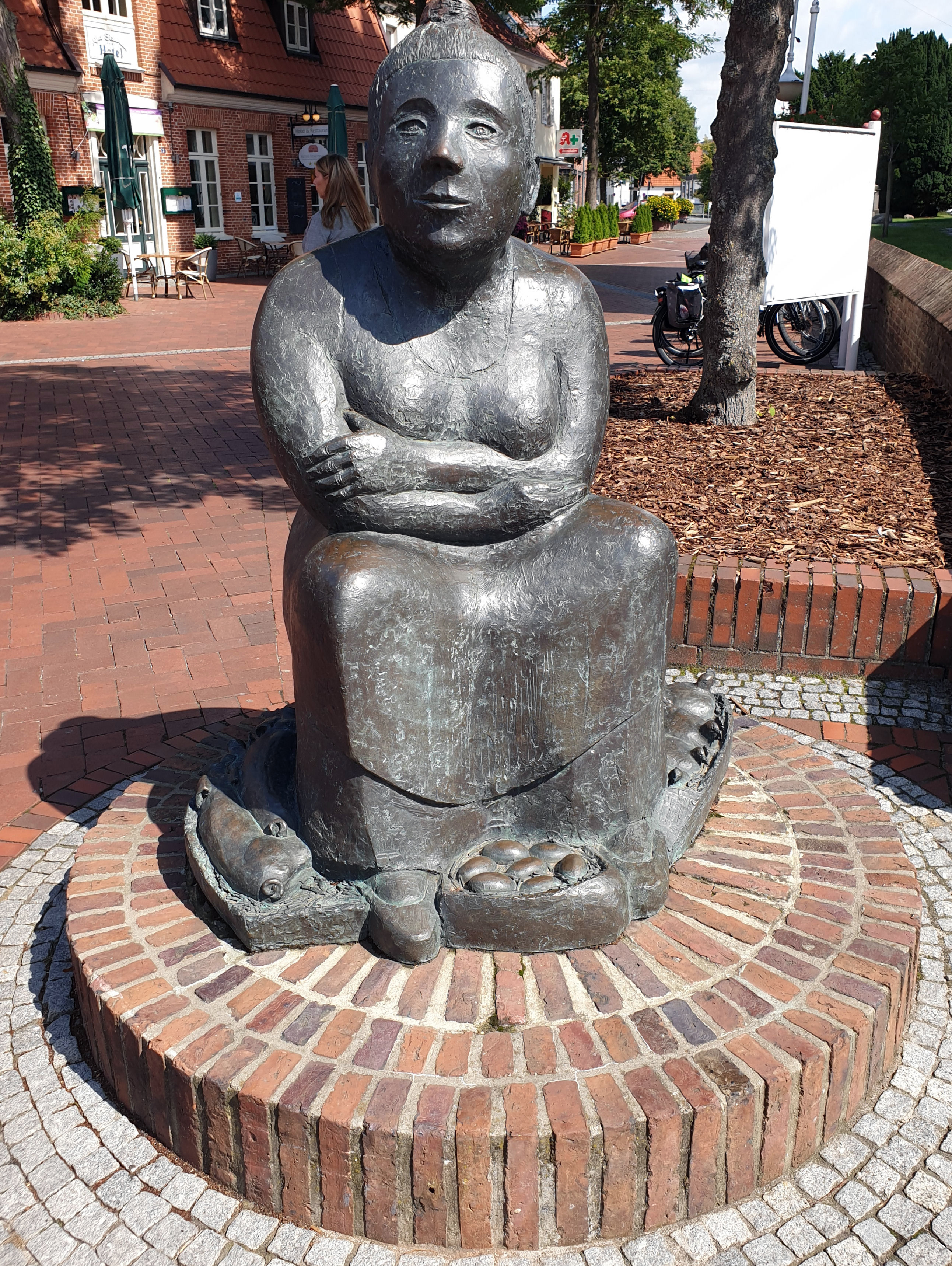
Sculptuur Marktfrau, Oma Apen van Alice Peters-Ohsam op het marktplein

## Trivia
Culinaire specialiteiten van het Ammerland zijn met name Smo(o)rtaal, gerookte paling, waarbij roggebrood wordt geserveerd, en de drank Heet un(d) Sööt, heet gedronken gesuikerd bier.
Een sage verhaalt, dat op de plaats, waar het kasteel Mansingen gestaan heeft (Mansinger Burgplatz) een goudschat begraven ligt, die door de duivel zelf wordt bewaakt.
Het marktplein van Westerstede, met zijn zitbanken rondom de fontein, is met borden aangewezen als Duzplatz. Dat houdt in, dat het de bedoeling is om, zoals de inwoners van Westerstede onderling zelf ook vaak doen, en afwijkend van de ongeschreven wet  van de Duitse etiquette, elkaar te duzen (tutoyeren). De bedoeling hiervan is, een gezellige, informele sfeer te creëren.
- Gemeinsame Normdatei: 4065772-3
- Library of Congress Control Number: n85149024
- MusicBrainz: 32637cba-5261-47ea-9439-f0b5b4abe289
- Nationale Bibliotheek van Israël: 987007564598305171
- Virtual International Authority File: 158341329
- WorldCat: E39PBJd3HbQ9QgBk4MTm3h9bh3

Apen ·
Bad Zwischenahn ·
Edewecht ·
Rastede ·
Westerstede ·
Wiefelstede